# 조지 켈
조지 클라이드 켈(George Clyde Kell, 1922년 8월 23일 ~ 2009년 3월 24일)은 미국의 전 야구 선수이다. 메이저 리그 베이스볼에서 3루수로 활약하며 필라델피아 애슬레틱스 (1943-46), 디트로이트 타이거스 (1947–52), 보스턴 레드삭스 (1952–54), 시카고 화이트삭스 (1954–56), 볼티모어 오리올스 (1956–57)에서 모두 15시즌을 뛰었다. 은퇴 후에는 37년간 디트로이트 중계를 했다. 1983년 미국 야구 명예의 전당에 입성했다.
10시즌 올스타에 선정되었다. 1949년 .340의 타율과 59타점으로 아메리칸 리그(AL) 타격왕을 차지했다. 1950년 .340, 101타점을 기록했고 안타와 2루타 리그 1위를 차지했다. 1951년 .319와 59타점을 기록했고 안타와 단타, 2루타 부문 리그 1위를 차지했다. 9시즌을 3할 이상 때려냈다. 또한 삼진을 잘 당하지 않아, 6,702타수에서 287개의 삼진만을 기록했다.

## 야구 경력
아칸소 주립 대학교에서 뛰었고 후일 대학교 야구장 이름이 그의 이름을 따서 톰린슨 스타디움-켈 필드로 명명되었다.
견고한 우타자이자 손재간있는 수비수인 조지 켈은 10회 올스타 출전, 9번 이상 3할 이상의 타율, 3루수 부문 4회 보살, 수비 기회(TC) 리그 1위,  수비율 7차례 1위를 기록했다. 1949년 시즌 .343의 타율로 테드 윌리엄스의 통산 세 번째 트리플 크라운을 저지하며 타격왕에 올랐다. 이 시즌 막판까지 타격 레이스에서 윌리엄스가 앞서고 있다가, 10월 2일 켈이 3타수 2안타를 치고 윌리엄스가 두 타석에서 무안타에 그치며 순위가 뒤바뀌었다. 최종 기록은 켈이 .3429, 윌리엄이 .3427이었다. 1년 후 켈은 다시 .340을 치고 218안타와 56개 2루타를 기록하며 이 부문 리그 선두를 지켰으나 타격왕은 윌리엄스의 팀 동료인 2루수 빌리 굿맨에게 돌아갔다.
볼티모어 오리올스에서 선수 경력을 마쳤다. 그곳에서 또 다른 아칸소 사람이었던 브룩스 로빈슨을 만나게 되는데, 이 선수는 켈과 마찬가지로 3루수로 뛰며 후일 명예의 전당에 오른 선수였다. 마시막 시즌 345타수에서 .297의 타율을 기록했다.
통산 .306의 타율, 78홈런, 870타점, 881득점, 2054안타, 385개 2루타, 50개 3루타, 51도루, 621볼넷, 출루율 .367, 장타율 .414를 기록했다.
1983년 베테랑 위원회의 선정으로 명예의 전당에 입성했다. 입회 당시 다음과 같은 연설을 했다. "나는 항상 '내 자신이 다시 되돌려 줬던 것보다 더 많은 것을 위대한 경기 야구에서 받았다'고 말하곤 했었다. 그리고 지금 나는 내가 어느 때보다도 더 많은 빚을 지고 있는 것을 알고 있다."